# Megastomatohyla
Megastomatohyla – rodzaj płazów bezogonowych z podrodziny Hylinae w rodzinie  rzekotkowatych (Hylidae).

## Zasięg występowania
Rodzaj obejmuje gatunki występujące w lasach mglistych środkowej części stanów Veracruz i Oaxaca w Meksyku.

## Systematyka

### Etymologia
Megastomatohyla: gr. μεγας megas „wielki”; στομα stoma, στοματος stomatos „usta”; rodzaj Hyla Laurenti, 1768.

### Podział systematyczny
Do rodzaju należą następujące gatunki:
- Megastomatohyla mixe (Duellman, 1965)
- Megastomatohyla mixomaculata (Taylor, 1950)
- Megastomatohyla nubicola (Duellman, 1964)
- Megastomatohyla pellita (Duellman, 1968)